# Canton de Vendôme
Le canton de Vendôme est une circonscription électorale française du département de Loir-et-Cher.

## Histoire
Le canton de Vendôme a existé jusqu'au 20 janvier 1982, date à laquelle il a été scindé en deux pour former le canton de Vendôme-1 et le canton de Vendôme-2.
Un nouveau découpage territorial de Loir-et-Cher entre en vigueur à l'occasion des élections départementales de 2015. Il est défini par le décret du 21 février 2014, en application des lois du 17 mai 2013 (loi organique 2013-402 et loi 2013-403). Les conseillers départementaux sont, à compter de ces élections, élus au scrutin majoritaire binominal mixte. Les électeurs de chaque canton élisent au Conseil départemental, nouvelle appellation du Conseil général, deux membres de sexe différent, qui se présentent en binôme de candidats. Les conseillers départementaux sont élus pour 6 ans au scrutin binominal majoritaire à deux tours, l'accès au second tour nécessitant 12,5 % des inscrits au 1er tour. En outre la totalité des conseillers départementaux est renouvelée. Ce nouveau mode de scrutin nécessite un redécoupage des cantons dont le nombre est divisé par deux avec arrondi à l'unité impaire supérieure si ce nombre n'est pas entier impair, assorti de conditions de seuils minimaux. Dans le Loir-et-Cher, le nombre de cantons passe ainsi de 30 à 15. Le canton de Vendôme est recréé par ce décret.
Il est composé de communes des anciens cantons de Vendôme-2 (4 communes + 1 fraction) et de Vendôme-1 (3 communes + 1 fraction). Il est entièrement inclus dans l'arrondissement de Vendôme. Le bureau centralisateur est situé à Vendôme.

## Représentation

### Conseillers d'arrondissement (de 1833 à 1940)
Le canton de Vendôme avait deux conseillers d'arrondissement, sauf de 1848 à 1867.
| Période                                  | Période           | Identité                                    | Étiquette       | Qualité |
| ---------------------------------------- | ----------------- | ------------------------------------------- | --------------- | --- |
| 1833                                     | 1839              | Marin Ferdinand Boutrais                    |                 | Procureur du Roi à Vendôme                                                                                  |
| 1833                                     | 1845              | Louis Henri Aimé Godineau                   |                 | Propriétaire, ancien maire de Vendôme (1829-1832)                                                           |
| 1839                                     | 1845              | Ulysse Renou (1801-1870)                    |                 | Notaire royal, maire de Vendôme (1832-1843)                                                                 |
|                                          |                   |                                             |                 | |
| 1848                                     |                   | Charles Mareschal-Duplessis (1795-1876)     |                 | Directeur de collège, propriétaire à Vendôme                                                                |
| 1852                                     | 1858 (décès)      | Louis Laurent Bourgogne (1789-1858)         |                 | Juge de paix à Vendôme                                                                                      |
| 1858                                     | 1871              | M. Pillette                                 |                 | Propriétaire à Azé                                                                                          |
| 1867                                     | 1871              | Georges-Félix Dujardin-Beaumetz (1812-1893) |                 | Ancien comptable au Ministère de la Guerre, propriétaire viticulteur à Naveil                               |
| 1871                                     | 1874              | Auguste Moisson                             |                 | Maire de Vendôme (1870-1872)                                                                                |
| 1871                                     | 1880              | Ernest Fortier                              |                 | Maire de Villiers-sur-Loir                                                                                  |
| 1874                                     | 1877              | M. Coupa                                    | Monarchiste     | Propriétaire à Courtiras, Vendôme, directeur de la fonderie de Saint-Ouen                                   |
| 1877                                     | 1895              | Barthélemy Belot                            |                 | Propriétaire, adjoint au maire puis maire de Vendôme                                                        |
| 1880                                     | 1888 (démission)  | Roger Breton                                | Socialiste      | Propriétaire-vigneron à Rochambeau, Thoré                                                                   |
| 1888                                     |                   | Alphonse Rivière                            |                 | Propriétaire à Villiers-sur-Loir                                                                            |
| 1895                                     | 1919              | Pierre Lantenant (1837-1928)                | Socialiste SFIO | Propriétaire, maire de Vendôme (1904-1906), Président du Conseil d'arrondissement                           |
| 1898                                     | 1918 (décès)      | François Malangeau                          | SFIO            | Maire de Saint-Ouen                                                                                         |
| 1918                                     | 1919              | siège vacant                                |                 | |
| 1919                                     | 1921 (annulation) | Paul Huguet                                 | Républicain     | Propriétaire à Naveil                                                                                       |
| 1919                                     | 1921 (annulation) | Émile Renard                                | Républicain     | Propriétaire à Villiers-sur-Loir                                                                            |
| 1922                                     | 1933              | Victor Aubry                                | Rad.            | Cultivateur, maire de Mazangé                                                                               |
| 1922                                     | 1928              | Claude Andrieux                             | Rad.            | Négociant à Vendôme                                                                                         |
| 1928                                     | 1934              | Antime Boureille                            | Rad.            | Agriculteur à Vendôme                                                                                       |
| 1933                                     | 1934              | Ambroise Rigollet                           |                 | Agriculteur, maire d'Azé                                                                                    |
| 1934                                     | 1940              | Paul Duverger                               | Droite          | Chirurgien-dentiste, maire de Vendôme (1932-1941)                                                           |
| 1934                                     | 1940              | Vital Doron                                 | Droite          | Agriculteur à Vendôme                                                                                       |
| 1940                                     |                   |                                             |                 | Les conseils d'arrondissement ont été suspendus par la loi du 12 octobre 1940 et n'ont jamais été réactivés |
| Les données manquantes sont à compléter. |                   |                                             |                 | |

### Conseillers généraux de 1833 à 1982
| Période         | Période                   | Identité                                         | Étiquette              | Qualité |
| --------------- | ------------------------- | ------------------------------------------------ | ---------------------- | --- |
| 1833            | 1839                      | René Renou-Debeaune                              |                        | Ancien quartier-maître puis capitaine Ancien maire de Vendôme (1815)                                                      |
| 1839            | 1860                      | Marin Ferdinand Boutrais                         |                        | Avocat puis magistrat Propriétaire à Vendôme, conseiller d'arrondissement                                                 |
| 1860            | 1864                      | François Joseph Peltereau (gendre de René Renou) |                        | Notaire et propriétaire à Vendôme Ancien lieutenant de la Garde Nationale Maire de Vendôme (1853-1862)                    |
| 1864            | 1883                      | Jules Jeannotte-Bozérian                         | Républicain            | Avocat au Conseil d'État et à la Cour de cassation Député (1871-1876), Sénateur (1876-1893)                               |
| 1883            | 1889                      | Philippe Auguste Frain                           | Radical                | Corroyeur, maire de Vendôme (1912-1919)                                                                                   |
| 1889            | 1898 (décès)              | Julien Leleu                                     |                        | Boucher, fabricant de chandelles, négociant, industriel 1er adjoint au Maire de Vendôme (1888-1892)                       |
| 1898            | 1919                      | Alphonse Rivière                                 | Républicain Socialiste | Propriétaire, commissionnaire en vins et cafetier Maire de Villiers-sur-Loir (1890-1892) Député (1910-1914)               |
| 1919            | 1920 (annulation)         | Ernest Leroy-Marmier                             | Libéral                | Négociant à Vendôme |
| 1920            | 1942 (démission d'office) | Louis Besnard-Ferron                             | SFIO puis USR          | Viticulteur - Maire de Villiers-sur-Loir (1937-1942) Député (1928-1942) Révoqué par le Gouvernement de Vichy              |
|                 |                           |                                                  |                        | |
| 1945            | 1955                      | Gabriel Chevallier                               | MRP                    | Médecin Maire de Vendôme (1950-1953) Député (1945-1946)                                                                   |
| 1955            | 1967                      | Abel Norguet                                     | DVG                    | Enseignant Maire de Naveil (1947-1965)                                                                                    |
| 1967            | 1970 (décès)              | Gérard Yvon                                      | SFIO                   | Instituteur Député (1962-1968) Maire de Vendôme (1953-1970) décédé en cours de mandat                                     |
| 21 février 1971 | 1982                      | Robert Girond                                    | SFIO puis PS           | Directeur d'école Maire de Saint-Ouen (1971-1995) Conseiller régional (1986-1998) Elu en 1982 dans le Canton de Vendôme-2 |

### Conseillers départementaux depuis 2015
| Période élective | Période élective | Mandat | Mandat           | Identité          | Nuance | Nuance | Qualité |
| ---------------- | ---------------- | ------ | ---------------- | ----------------- | ------ | ------ | --- |
| 2015             | 2021             | 2015   | 2019 (démission) | Pascal Brindeau   |        | UDI    | Maire de Vendôme, Président de la Communauté de communes du Pays de Vendôme, Député (2019-2022)                                                    |
| 2015             | 2021             | 2015   | 2021             | Monique Gibotteau |        | UDI    | Infirmière 1ère Vice-Présidente du Conseil départemental, chargée des solidarités Ancienne conseillère générale du Canton de Vendôme-2 (2006-2015) |
| 2015             | 2021             | 2019   | 2021             | Philippe Gouet    |        | UDI    | Kinésithérapeute-ostéopathe à Vendôme |
| 2021             | 2028             | 2021   | en cours         | Monique Gibotteau |        | UDI    | Conseillère sortante, 3ème Vice-Présidente du conseil départemental                                                                                |
| 2021             | 2028             | 2021   | en cours         | Philippe Gouet    |        | UDI    | Conseiller sortant, Président du conseil départemental                                                                                             |

### Résultats détaillés

#### Élections de mars 2015
À l'issue du 1er tour des élections départementales de 2015, deux binômes sont en ballottage : Pascal Brindeau et Monique Gibotteau (Union de la Droite, 41,4 %) et Sylvie Barbeau et Renaud Grazioli (FN, 23,29 %). Le taux de participation est de 54,38 % (9 287 votants sur 17 078 inscrits) contre 53,42 % au niveau départemental et 50,17 % au niveau national.
Au second tour, Pascal Brindeau et Monique Gibotteau (Union de la Droite) sont élus avec 70,97 % des suffrages exprimés et un taux de participation de 53,33 % (5 531 voix pour 9 109 votants et 17 080 inscrits).

#### Élections de juin 2021
Le premier tour des élections départementales de 2021 est marqué par un très faible taux de participation (33,26 % au niveau national). Dans le canton de Vendôme, ce taux de participation est de 34,78 % (5 882 votants sur 16 912 inscrits) contre 35,86 % au niveau départemental. À l'issue de ce premier tour, deux binômes sont en ballottage : Monique Gibotteau et Philippe Gouet (Union des démocrates et indépendants, 50,3 %) et Coralie Boulot et Patrick Callu (PCF, 32,91 %).
Le second tour des élections est marqué une nouvelle fois par une abstention massive équivalente au premier tour. Les taux de participation sont de 34,36 % au niveau national, 35,81 % dans le département et 34,64 % dans le canton de Vendôme. Monique Gibotteau et Philippe Gouet (Union des démocrates et indépendants) sont élus avec 60,83 % des suffrages exprimés (3 345 voix pour 5 862 votants et 16 922 inscrits),,.

## Composition
Avant sa scission, le canton de Vendôme était composé de 8 communes.
À la suite de sa recréation de 2015, il comprend les huit communes qui le composaient avant 1982.
| Nom                             | Code Insee | Intercommunalité         | Superficie (km2) | Population (dernière pop. légale) | Densité (hab./km2) | Modifier                                    |
| ------------------------------- | ---------- | ------------------------ | ---------------- | --------------------------------- | ------------------ | ------------------------------------------- |
| Vendôme (bureau centralisateur) | 41269      | CA Territoires Vendômois | 23,89            | 15 566 (2022)                     | 652                | modifier les données · modifier les données |
| Areines                         | 41003      | CA Territoires Vendômois | 4,84             | 580 (2022)                        | 120                | modifier les données · modifier les données |
| Azé                             | 41010      | CA Territoires Vendômois | 31,93            | 986 (2022)                        | 31                 | modifier les données · modifier les données |
| Mazangé                         | 41131      | CA Territoires Vendômois | 24,26            | 816 (2022)                        | 34                 | modifier les données · modifier les données |
| Meslay                          | 41138      | CA Territoires Vendômois | 7,18             | 302 (2022)                        | 42                 | modifier les données · modifier les données |
| Saint-Ouen                      | 41226      | CA Territoires Vendômois | 11,30            | 3 016 (2022)                      | 267                | modifier les données · modifier les données |
| Sainte-Anne                     | 41200      | CA Territoires Vendômois | 5,13             | 478 (2022)                        | 93                 | modifier les données · modifier les données |
| Villiers-sur-Loir               | 41294      | CA Territoires Vendômois | 9,96             | 1 115 (2022)                      | 112                | modifier les données · modifier les données |
| Canton de Vendôme               | 4114       |                          | 118,49           | 22 859 (2022)                     | 193                | modifier les données                        |

## Démographie
En 2022, le canton comptait 22 859 habitants, en évolution de −6,18 % par rapport à 2016 (Loir-et-Cher : −1,15 %, France hors Mayotte : +2,11 %).
| 2013   | 2018   | 2022   |
| ------ | ------ | ------ |
| 24 922 | 23 621 | 22 859 |